# Katagelasticism
Katagelasticism är ett mentalt tillstånd där en person överdrivet tycker om att skratta åt andra. 
Katagelasticister söker aktivt och skapar situationer där de kan skratta åt andra (på bekostnad av dessa människor). Det finns ett brett utbud av saker som katagelasticister skulle kunna göra - från harmlösa upptåg eller ordlekar till riktigt pinsamma och till och med skadliga, illasinnade skämt. De är av den uppfattningen att skratta åt andra är en del av det dagliga livet och om andra inte gillar att bli utskrattade, ska de bara slå tillbaka.